# Irura mandarina
Irura mandarina är en spindelart som beskrevs av Simon 1903. Irura mandarina ingår i släktet Irura och familjen hoppspindlar. Inga underarter finns listade i Catalogue of Life.